# Arc monumental de Palmyre
Pour les articles homonymes, voir Arc de Septime Sévère (homonymie).
L'arc monumental de Palmyre, également appelé de manière impropre arc de triomphe (arabe : قوس النصر) ou Arc de Septime Sévère, est un arc romain situé à Palmyre, en Syrie. Il est érigé au IIIe siècle durant le règne de l'Empereur Septime Sévère. Ses ruines sont la principale attraction du site de Palmyre avant sa destruction par l'État islamique en octobre 2015. La majorité des pierres de l'édifice a survécu et il est prévu de reconstruire l'arc avec la technique de l'anastylose.

## Histoire

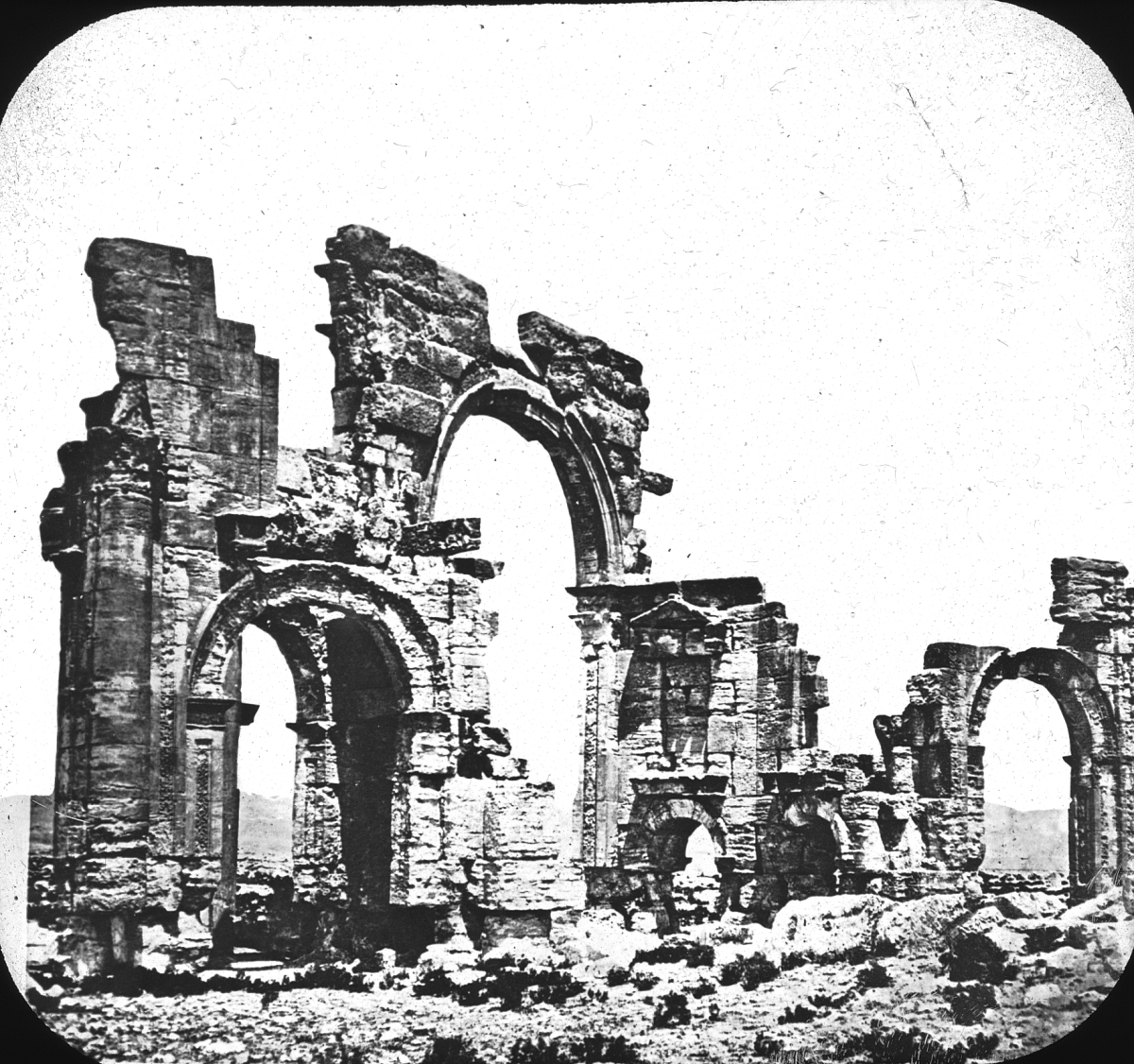
L'Arc monumental de Palmyre avant sa restauration des années 1930.

L'arc monumental est construit durant le règne de l'Empereur Septime Sévère, entre 193 et 211 de notre ère. Il est la jonction entre la Grande colonnade de Palmyre et le Temple de Baal. L'arc a pour but d'intégrer les sections orientales et centrales de la colonnade à l'endroit ou cette dernière dévie son orientation de 30°.

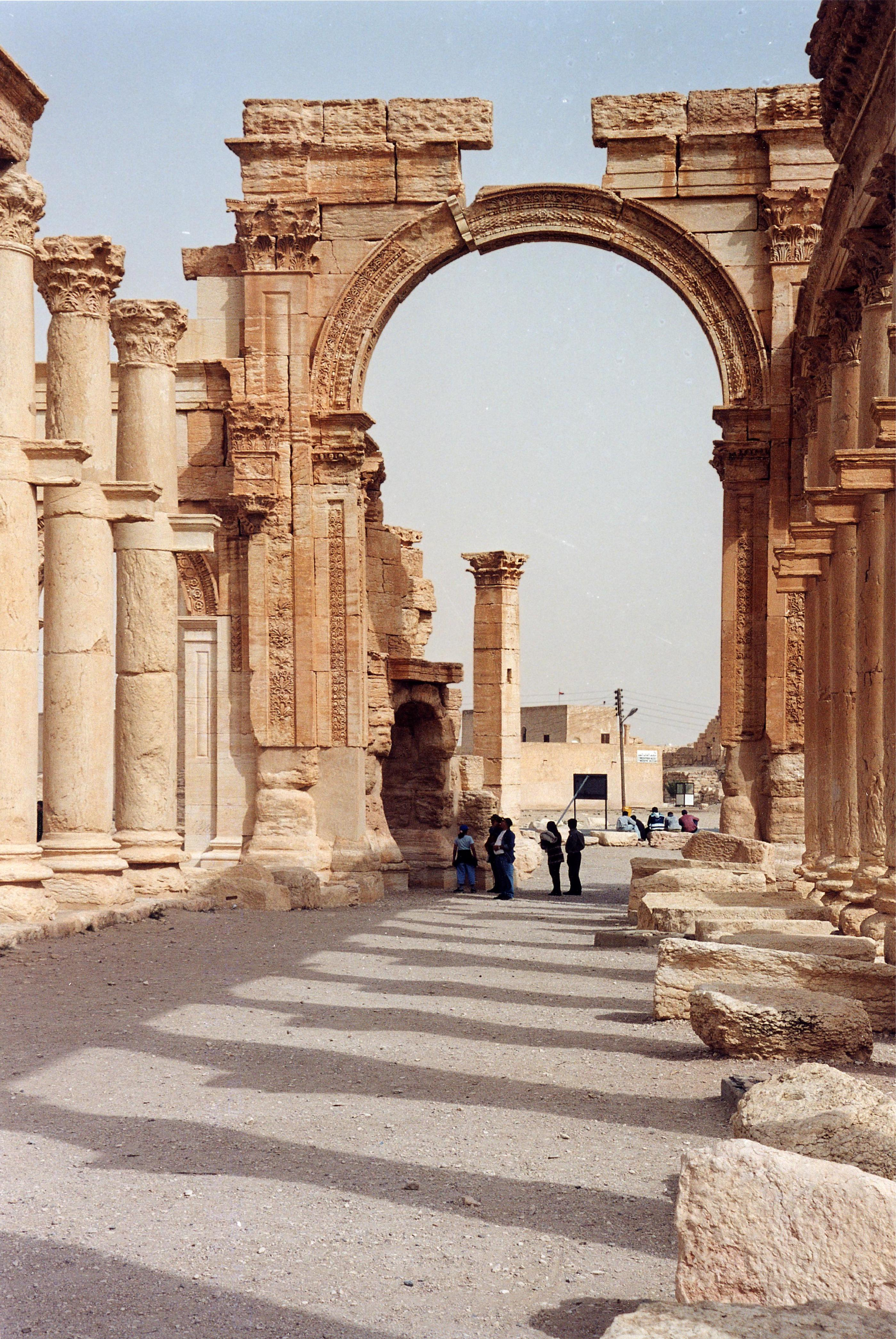
le Grande colonnade et l'Arc monumental.

Selon certaines sources, la structure est un arc de triomphe pour célébrer la victoire de Rome sur Parthe. L'arc est parfois mentionné à tort comme étant l'Arc d'Hadrien, bien que l'Empereur Hadrien soit mort depuis déjà un demi-siècle au moment de sa construction.
Les ruines de l'arc, comme bien d'autres monuments de Palmyre, ont été représentées en gravure par le voyageur britannique Robert Wood qui ont été publiées à Londres en 1753 sous le titre The ruines of Palmyra; otherwise Tedmor in the desart.
L'Arc monumental de Palmyre est restauré dans les années 1930. Quand les ruines de Palmyre deviennent une attraction touristique dans aux XXe et XXIe siècles, l'arc est l'une des plus grandes attractions du site.

### Destruction

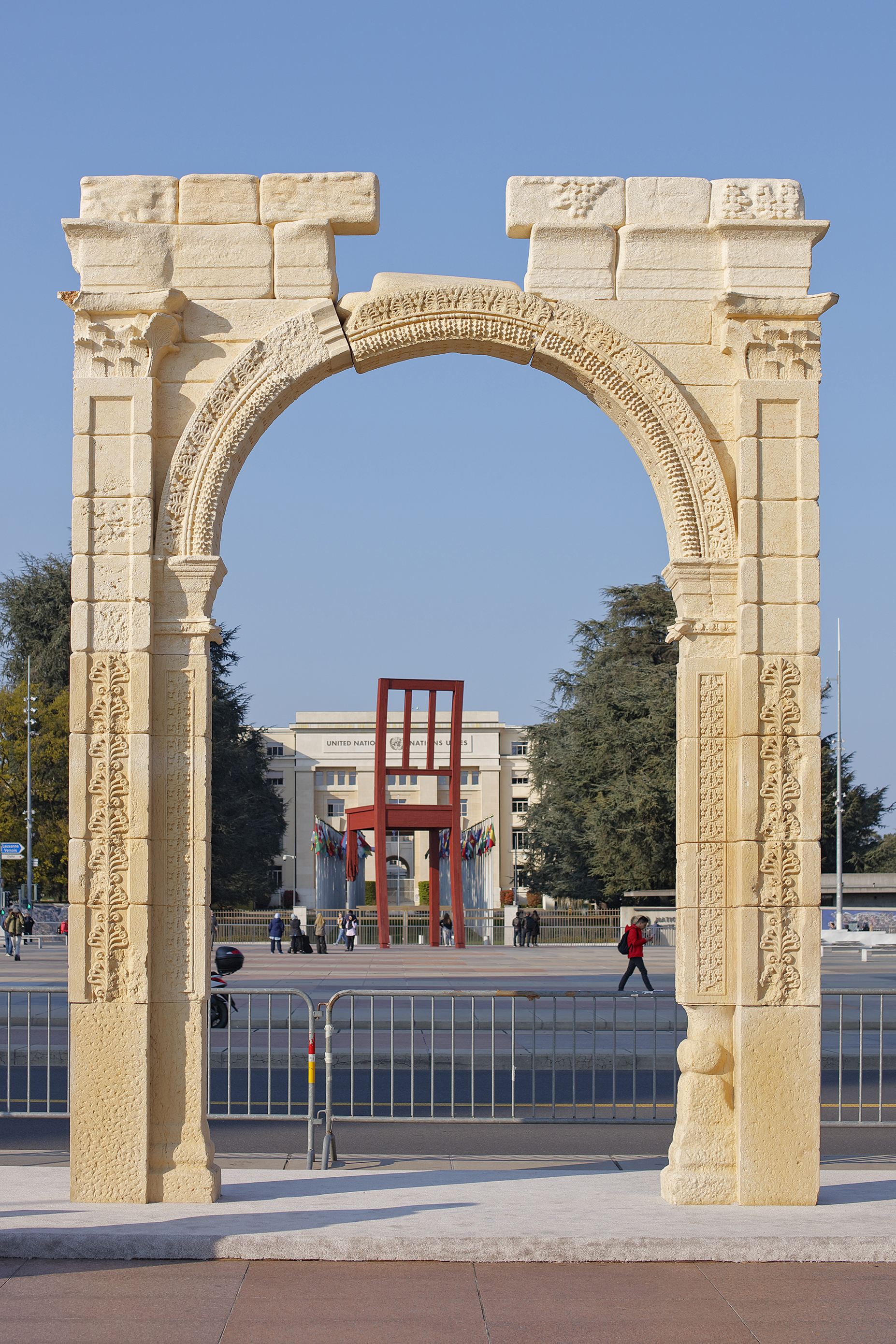
Réplique de l'Arche de Palmyre, Genève Place des Nations 2019

Palmyre est capturée par l'État islamique lors de la bataille de Palmyre de 2015. Les miliciens piègent l'arc quelque temps après, et, le 4 octobre, il est rapporté que l'arc a été explosé à la dynamite. Des images prises le 8 octobre montrent que la moitié de la structure est encore debout mais au moment de recapture de Palmyre par l'armée syrienne en mars 2016, seule une petite partie de l'arc est encore debout.
Les bureaux du président syrien et le directeur-général de l'UNESCO condamnent la destruction de l'Arc monumental. Selon les Nations unies, les destructions montrent que l'Etat islamique est « terrifié par l'Histoire et la culture »,.
En mars 2016, le directeur des antiquités Maamoun Abdelkarim annonce que l'Arc monumental de Palmyre, ainsi que le Temple de Baal et le Temple de Baalshamin, vont être reconstruits avec les vestiges restant en utilisant la technique de l'anastylose. Selon les officiels syriens, reconstruire l'arc ne sera pas difficile au regard des nombreuses pierres qui ont survécu[réf. souhaitée].
Une réplique de 6,1 mètre de la partie centrale de l'Arc monumental de Palmyre a été sculpté dans du marbre égyptien en Italie par une machine se basant sur un modèle 3D. La réplique est installée au Trafalgar Square à Londres le 19 avril 2016. Il reste installé à cette place pendant trois jours avant d'être déplacé dans plusieurs autres endroits, dont New York et Dubaï. Elle doit ensuite être envoyée en Syrie.

## Architecture

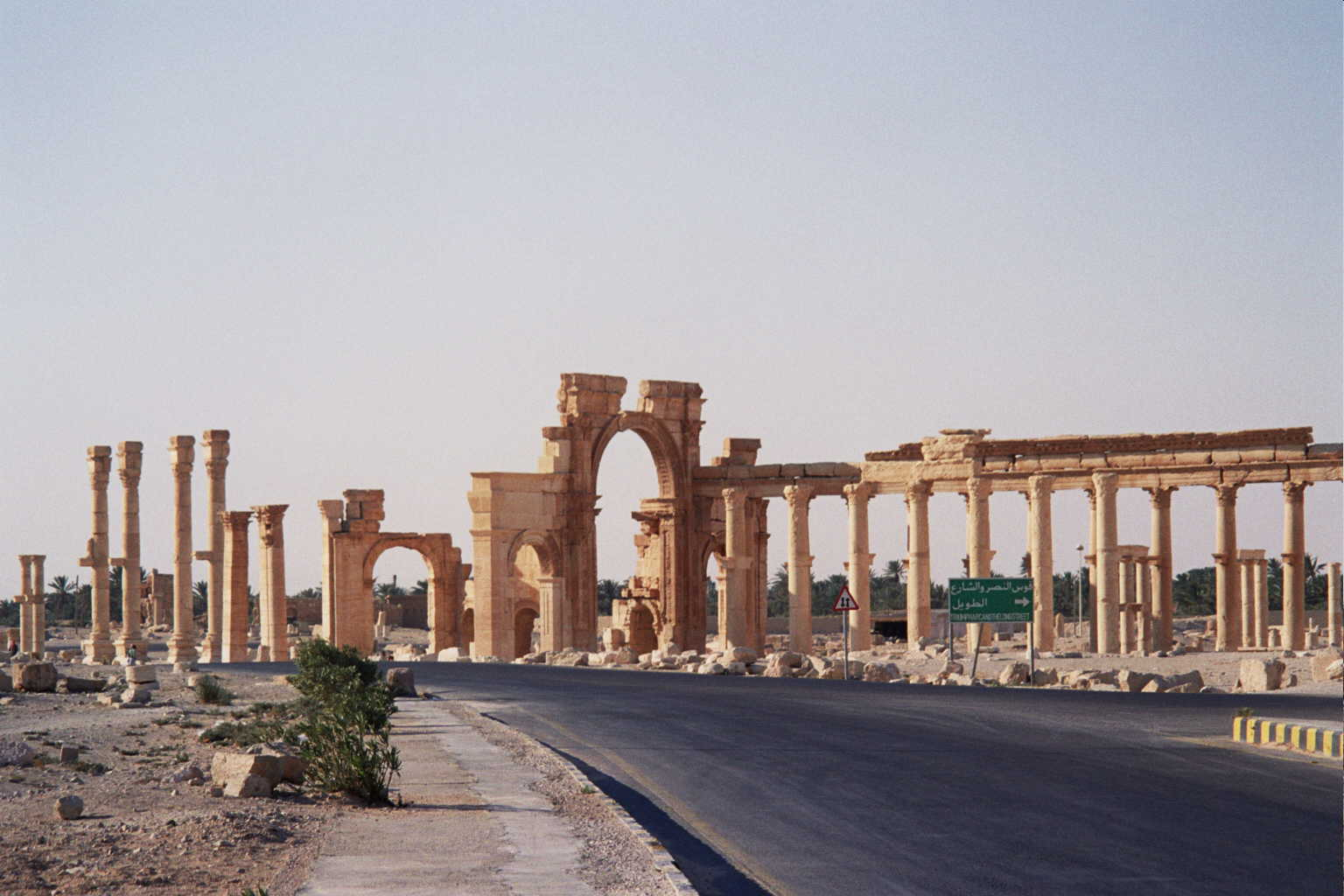
L'Arc monumental de Palmyre et la Grande colonnade.

L'Arc monumental de Parlmyre est inutile d'un point de vue, avant qu'il n'ait une double façade, en ce qu'elle sert initialement qu'à masquer le virage à 30° que prend la Grande colonnade de Palmyre,. L'Arc est composé d'une large porte centrale entourée par deux portes plus petite de chaque côté.
L'arc est décoré d'une sculpture de pierres ornementales, dont des représentations de plantes ou des motifs géométriques. Ces décorations sont similaires à celles trouvées sur les autres arcs construits durant le règne de Septime Sévère, comme à Leptis Magna en Libye actuelle. Les bas-reliefs sur l'arc sont décrits par l'UNESCO comme « un remarquable exemple d'art palmyréen ».